# 1819 en musique
| \| • Retour à la chronologie générale de la musique populaire • \| |
| XXIe siècle • XXe siècle • XIXe siècle • XVIIIe siècle XVIIe siècle • XVIe siècle • XVe siècle • XIVe siècle XIIIe siècle • XIIe siècle • XIe siècle • Xe siècle IXe siècle • VIIIe siècle • Haut Moyen Âge • Rome • Grèce |
| • Retour à la chronologie générale de la musique populaire • |

| • Retour à la chronologie générale de la musique populaire • |

| Années de la musique populaire : 1816 - 1817 - 1818 - 1819 - 1820 - 1821 - 1822    |
| Décennies de la musique populaire : 1780 - 1790 - 1800 - 1810 - 1820 - 1830 - 1840 |

## Événements et œuvres
- Fanfan la Tulipe, chanson écrite par le chansonnier et goguettier français Émile Debraux, à l'origine du personnage de Fanfan la Tulipe.

## Naissances
- 5 mars : Joseph Darcier, acteur de théâtre, chanteur, chansonnier, musicien, compositeur et goguettier français, mort en 1883.

## Décès
- 29 octobre : François Guillaume Ducray-Duminil, romancier, chansonnier et goguettier français, né en 1761.